# Eduardo Astengo
Eduardo Astengo (Lima, 1905. augusztus 19. – 1969. december 3.), perui válogatott labdarúgó.
A perui válogatott tagjaként részt vett az 1930-as világbajnokságon.

## Külső hivatkozások
- Eduardo Astengo a FIFA.com honlapján Archiválva 2015. február 3-i dátummal a Wayback Machine-ben